# Sarıgöl
Sarıgöl est une ville et un district de la province de Manisa dans la région Égéenne en Turquie.